# 베 (앵주)
베(프랑스어: Bey)는 프랑스 동부 오베르뉴론알프 앵주에 있는 코뮌이다.

## 지리
베는 앵 주에 위치한 작은 마을로 브레스 지역의 손강과 마코네 강의 강둑 사이에 위치해 있다. 론주와 손에루아르주와 맞닿아 있으며 동브 지역과 접한다. 18세기 통계자료에서는 가르네랑동브 (Garnerans Dombes)와 베앙브레스 (Bey-en-Bresse)란 이름으로 부르고 있다.
마콩에서는 남동쪽으로 12km, 부르캉브레스에서 서쪽으로 37km, 리옹에서 북쪽으로 62km, 그리고 파리에서 남쪽으로 412km 떨어진 곳에 위치해 있다.
코뮌 내에는 총 여덟 곳의 마을이 분포해 있는데 그 중 몇 곳은 바로 옆동네와 마찬가지로 가깝다. 남부에는 라발레 (La Vallée), 르소제(Le Sausey), 르바송 (Le Basson), 레보데 (Les Baudets) 마을이 있다. 가장 큰 번화가인 크로테 (Cottet)에는 코뮌 행정청이 자리해 있다. 교회와 성 부근에는 르부르 (Le Bourg) 마을과 코미세르 (Commissaire) 마을이 서로 붙어있다시피 자리해 있다. 마지막으로 고원 부근에 다른 마을과는 동떨어진 몽페 (Monspey) 마을이 있으며 이곳에는 농가가 한 곳 뿐이다.

## 인구
| 연도 | 인구 | ±%    |
| ---- | ---- | ----- |
| 2006 | 236  | —     |
| 2007 | 241  | +2.1% |
| 2008 | 242  | +0.4% |
| 2009 | 244  | +0.8% |
| 2010 | 245  | +0.4% |
| 2011 | 247  | +0.8% |
| 2012 | 260  | +5.3% |
| 2013 | 260  | +0.0% |
| 2014 | 265  | +1.9% |
| 2015 | 271  | +2.3% |
| 2016 | 276  | +1.8% |

## 유래

### 이름

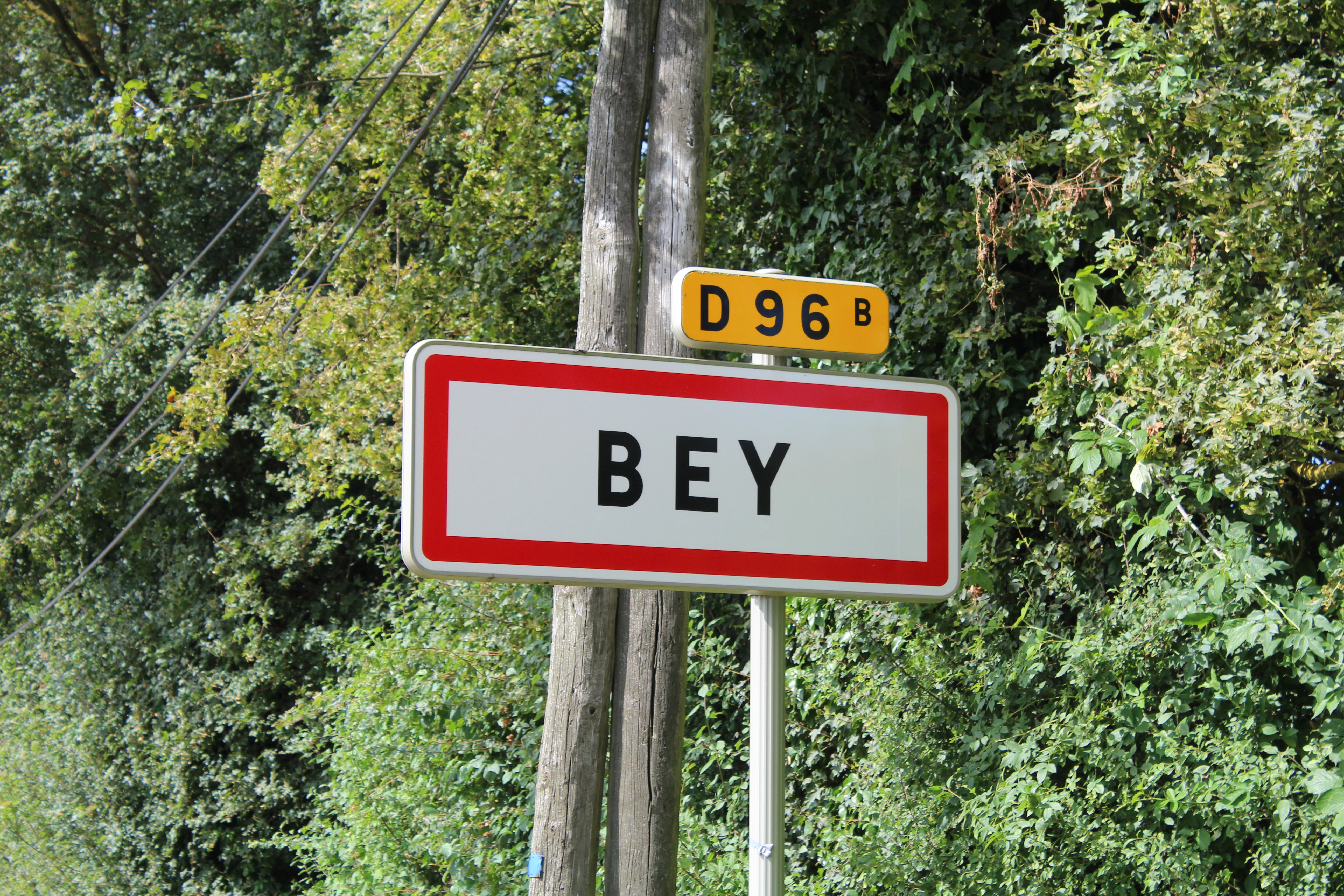
마을의 입구 표지판

마을 이름인 '베' (Bey)는 샘을 뜻하는 갈리아어 단어인 '베가' (Bega)에서 유래하였다..
문헌상에서 처음 언급되는 것은 서기 968년까지 거슬러 올라가는데 클뤼니 헌장에 '베토' (Beto)라는 지명이 여러번 등장한다. 그로부터 30년 뒤인 998년 생뱅상 드 마콩의 특허장에서 '벡스' (Bex)라는 지명이 언급된다. 또 같은 문서에서 이 지역이 1023년경에는 '베티스' (Betis)로 불리었음을 알 수 있다.
13세기 중반에는 리옹 교구의 토지대장에서 브레스 시 일대를 '베이' (Bei)라 불렀고, 1287년 론 지방의 기록에서는 '베' (Beys)라는 지명이 등장한다. 여기서는 '베예' (Beyes)라는 이름도 쓰고 있다.
1492년 앵 지역 문서에서 처음으로 '베' (Bey)라는 지명이 등장하나, 1563년 코트도르 지역문서에서는 '베' (Bees)라는 이름으로 언급된다. 1793년에 와서야 베 시에 코뮌이 설치되었으나, 1796년에 코르모랑슈 코뮌에 편입되었다. 하지만 1817년에 다시 분할되어 베라는 지명도 다시 되찾게 되었다.

### 역사
1601년 프랑스-사보이 전쟁이 끝나고 리옹 조약을 체결하면서, 브레스, 뷔제, 발로메, 젝스 지방이 프랑스로 귀속됨에 따라 베 시도 자연스레 프랑스에 속하게 되었다. 이후에는 부르고뉴 지방에 통합되었다.
1790년부터 1795년까지 베는 퐁드벨 캉통에 속했으며 샤티용레동브 구를 이루었다. 1796년 코르모랑슈 코뮌과 통합되면서 코르모랑슈-베 (Cormoranche-Bey)라는 이름으로 바뀌었다. 이후 1817년 두 지역이 분리되었다.

## 명소
- 이 마을을 상징하는 건물로 베 교회가 있으며, 1945년 3월 7일부터 국가문화재로 지정되었다. 1698년까지는 가르네랑 교구에 속했던 교회였다.
- 교회 바로 옆에는 교구관이 위치해 있으며 이 지역의 마지막 교구사제였던 조프레 사제가 1941년까지 쓰던 건물이다.[3] 교구관 벽면에 있는 예수상은 16세기에 만든 것으로, 그 뒷편에는 마리아상이 있다. 남쪽 벽면에도 두 상이 똑같이 작게 세워져 있다.
- 같은 동네에 위치한 중세 시대 성은 루이 알퐁스 드 발브뢰즈 시장 대에 이르러 다시 재건한 것이다.[4] 건물 자체는 시청과 학교 건물로 쓰였으며 별채는 1940년대까지 도서관 건물로 쓰였다.
- 1876년에 세워진 코뮌 시청은 건축가 팽샤르가 주변 벽을 세운 건물로, 1970년까지는 학교로도 쓰였다.[5] 다른 코뮌과는 달리 이 건물은 마을 번화가에 위치하고 있지 않다.
- 코뮌 내에 비둘기장이 두 곳 있다. 하나는 몽페 농장에, 다른 하나는 소제 저택에 세워져 있다.[1].
- 라망티예르 (La Mantillère)라는 동네에는 이 코뮌 유일의 급수탑이 서 있다.
- 마을 곳곳에 길가 십자가가 산재해 있다.

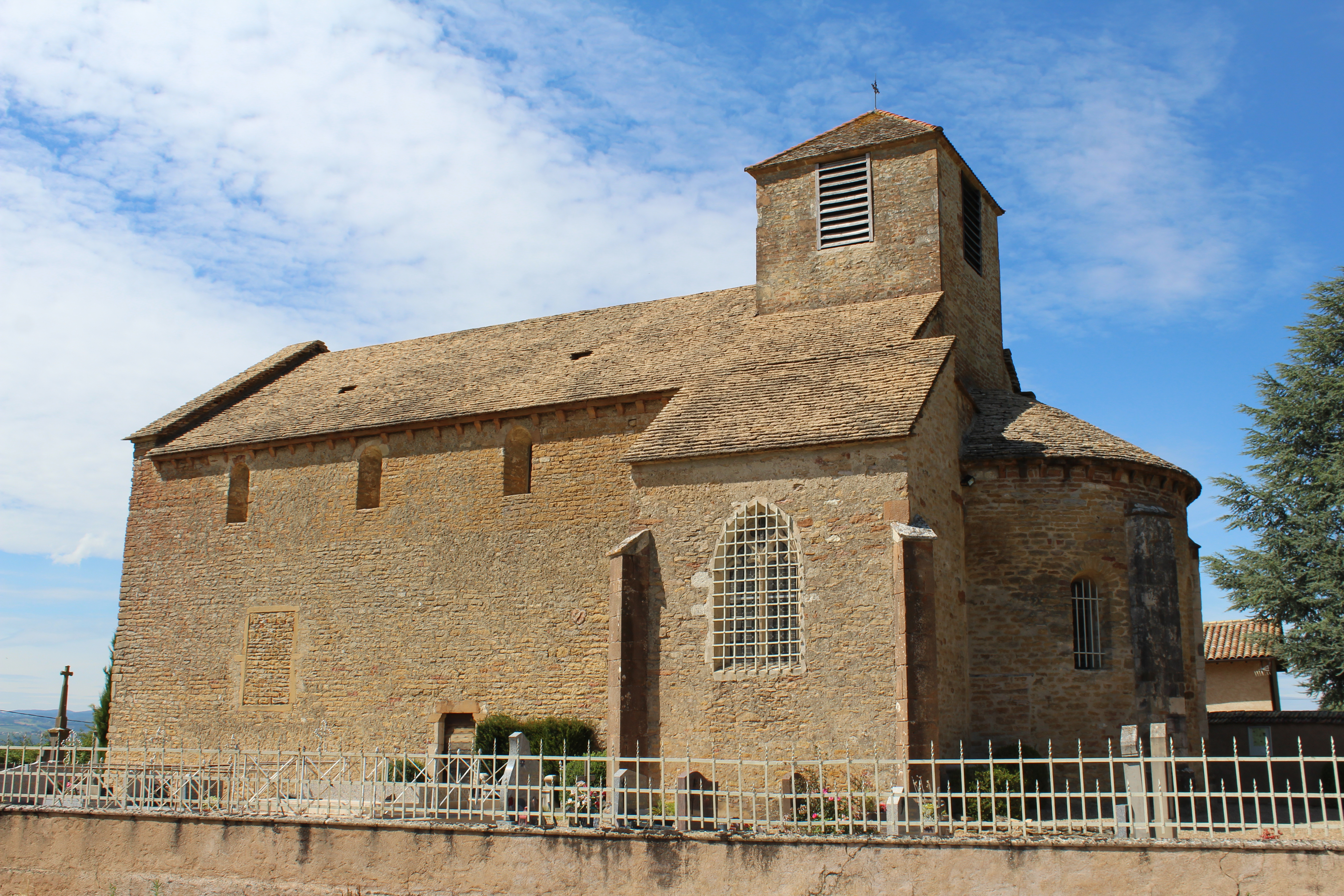
생마르탱 교회
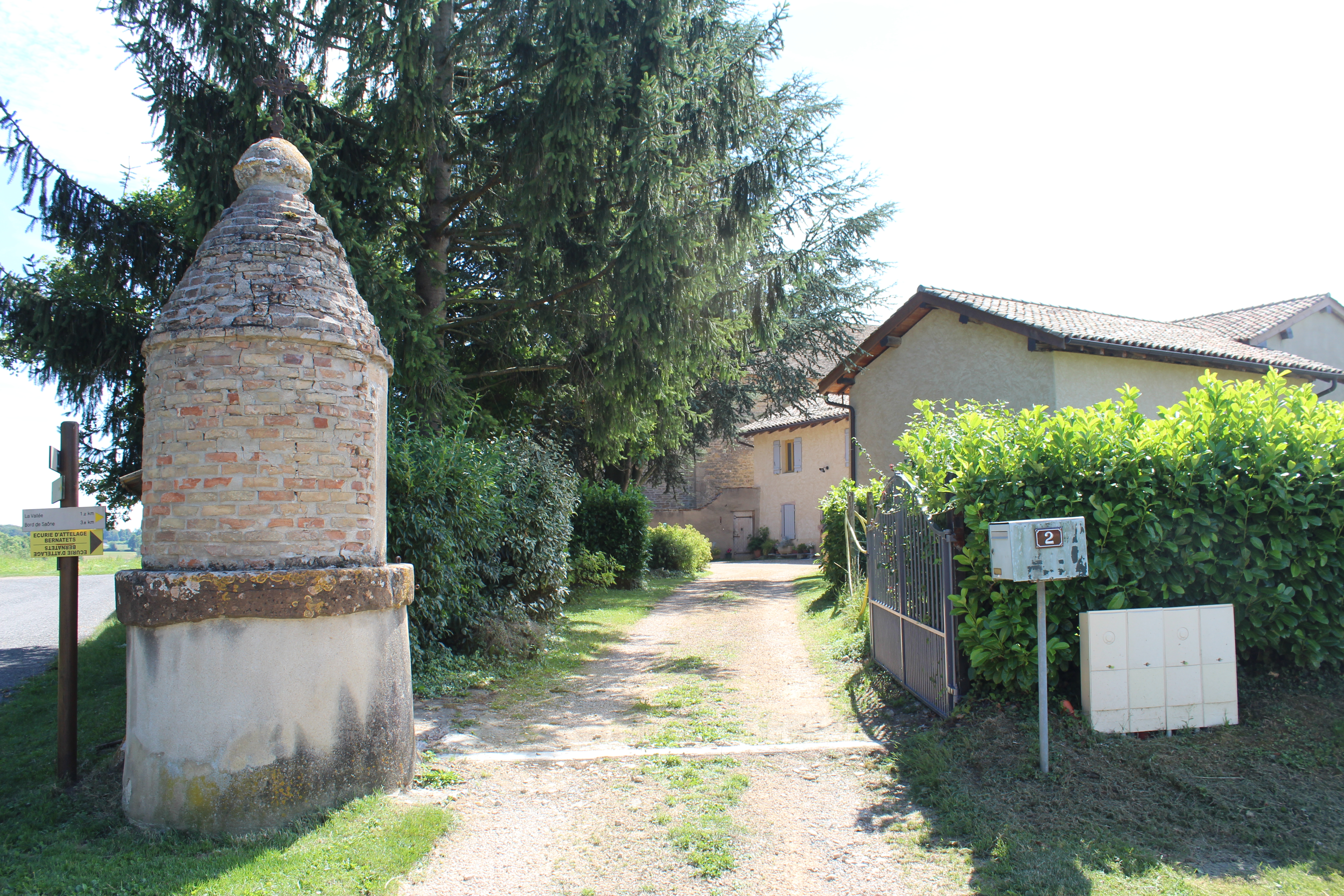
교구관 입구
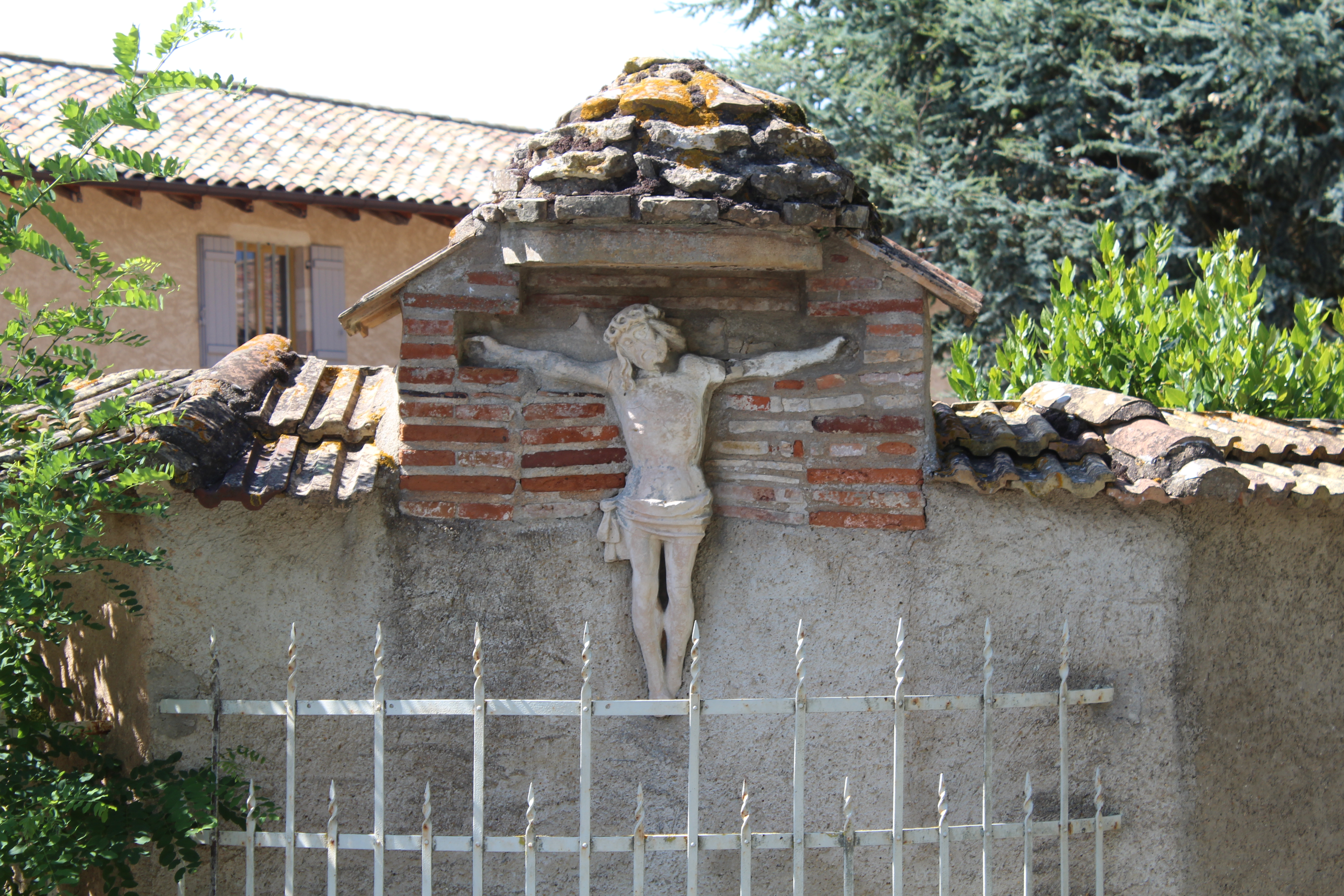
예수상
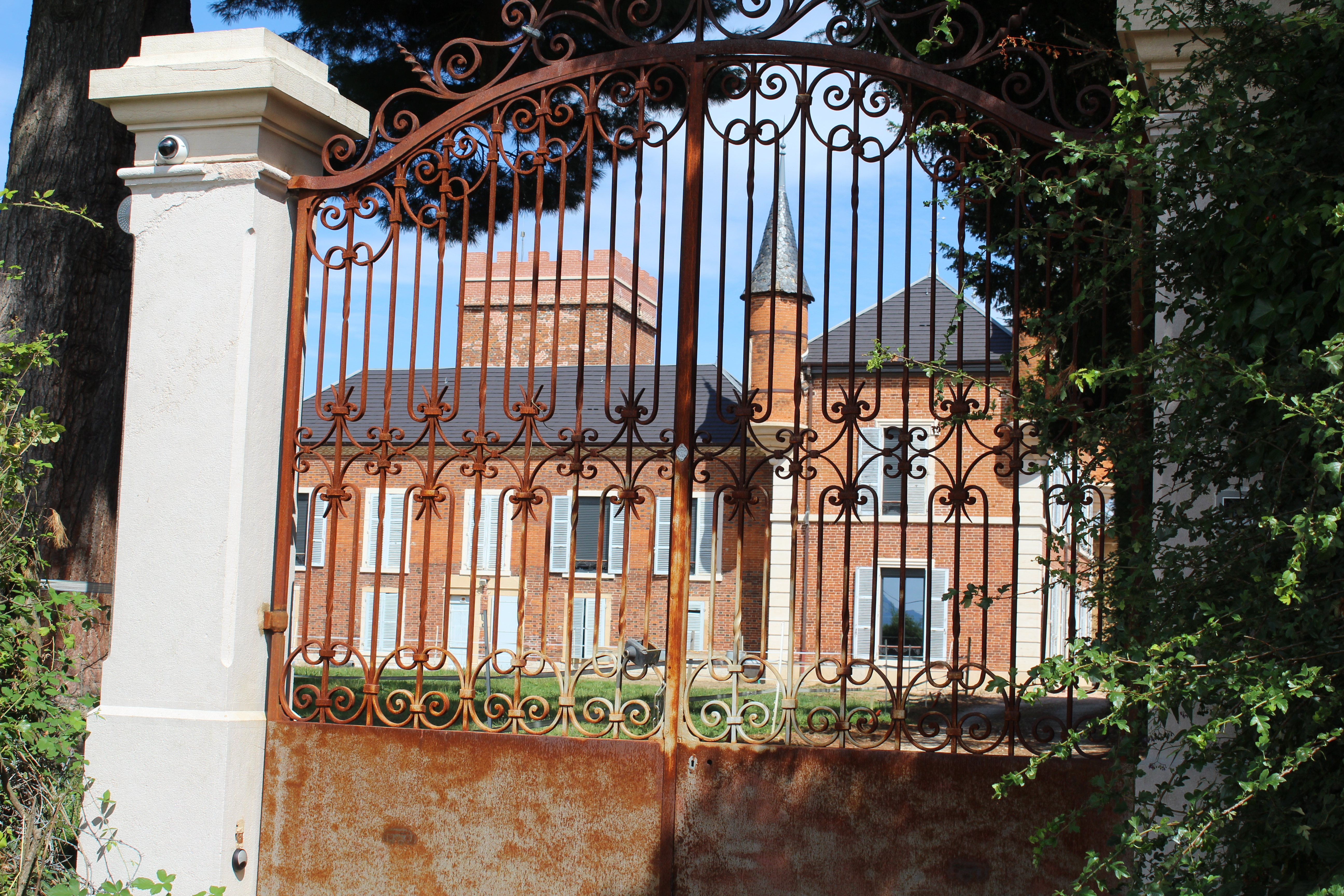
성 입구
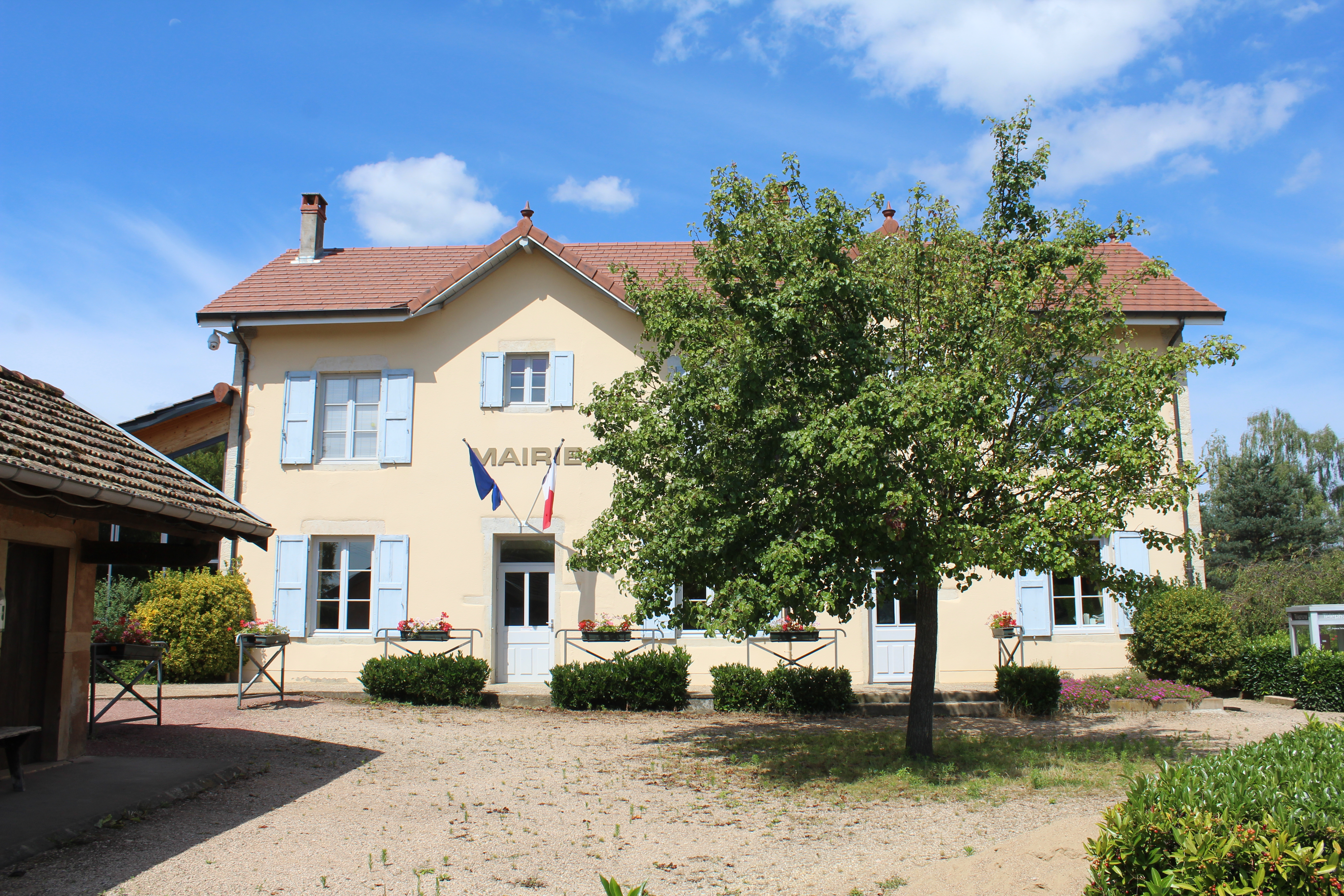
시청
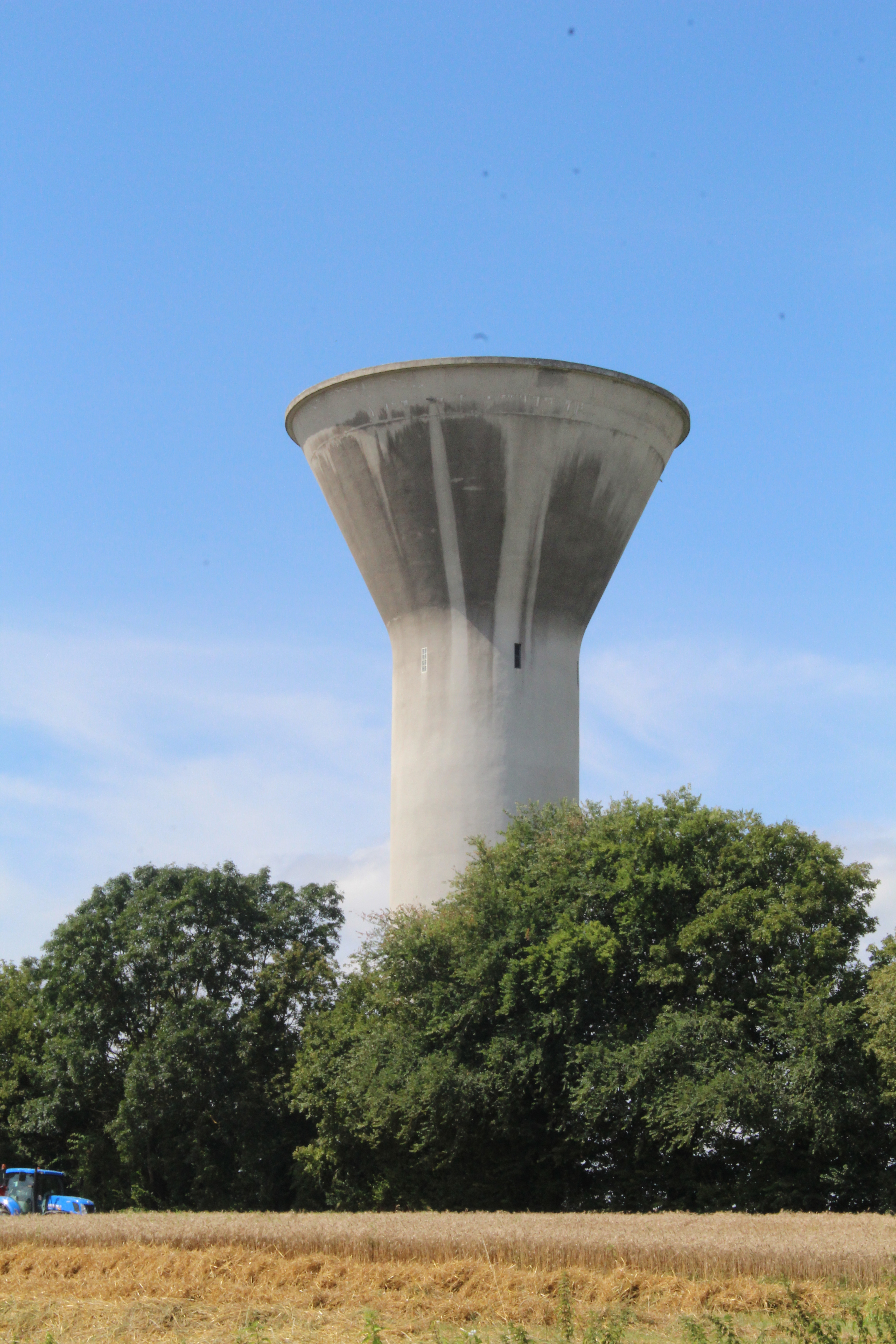
급수탑

## 자매 도시
- 독일 스트라우벤하르트 (2000년)

## 같이 보기
- 앵 주의 코뮌 목록